# Hannoverscher Sportverein von 1896 1999-2000
Questa voce raccoglie le informazioni riguardanti l'Hannoverscher Sportverein von 1896 nelle competizioni ufficiali della stagione 1999-2000.

## Stagione
Nella stagione 1999-2000 l'Hannover, allenato da Branko Ivanković e Horst Ehrmantraut, concluse il campionato di 2. Bundesliga al 10º posto. In Coppa di Germania l'Hannover fu eliminato al terzo turno dall'Arminia Bielefeld.

## Rosa
| N. |                                | Ruolo | Calciatore           |
| -- | ------------------------------ | ----- | -------------------- |
| 1  | Germania (bandiera)            | P     | Jörg Sievers         |
| 2  | Germania (bandiera)            | D     | Carsten Linke        |
| 3  | Germania (bandiera)            | D     | Harald Gärtner       |
| 4  | Germania (bandiera)            | D     | Bastian Reinhardt    |
| 5  | Germania (bandiera)            | D     | Mirko Baschetti      |
| 6  | Germania (bandiera)            | D     | Stefan Blank         |
| 7  | Lituania (bandiera)            | A     | Igoris Morinas       |
| 8  | Albania (bandiera)             | C     | Altin Lala           |
| 9  | Senegal (bandiera)             | A     | Babacar N'Diaye      |
| 11 | Turchia (bandiera)             | A     | Ayhan Tumani         |
| 12 | Polonia (bandiera)             | C     | Andrzej Kobylański   |
| 14 | Serbia e Montenegro (bandiera) | A     | Goran Milovanovic    |
| 15 | Nigeria (bandiera)             | C     | Darlington Omodiagbe |

| N. |                               | Ruolo | Calciatore        |
| -- | ----------------------------- | ----- | ----------------- |
| 16 | Germania (bandiera)           | C     | Markus Kreuz      |
| 17 | Germania (bandiera)           | C     | Sebastian Kehl    |
| 18 | Croazia (bandiera)            | C     | Danijel Štefulj   |
| 19 | Macedonia del Nord (bandiera) | C     | Dzevdet Sainoski  |
| 20 | Croazia (bandiera)            | C     | Srebrenko Posavec |
| 21 | Stati Uniti (bandiera)        | D     | Steve Cherundolo  |
| 22 | Francia (bandiera)            | C     | Mourad Bounoua    |
| 24 | Senegal (bandiera)            | A     | Salif Keïta       |
| 25 | Germania (bandiera)           | A     | Daniel Stendel    |
| 26 | Germania (bandiera)           | P     | Heinz Müller      |
| 27 | Germania (bandiera)           | P     | Timo Ochs         |
| 29 | Germania (bandiera)           | C     | Danny Hass        |
| 32 | Germania (bandiera)           | A     | Mike Busch        |

## Organigramma societario
Area tecnica
- Allenatore: Horst Ehrmantraut
- Allenatore in seconda: Ivica Frkic
- Preparatore dei portieri:
- Preparatori atletici: Edward Kowalczuk

## Calciomercato

### Sessione estiva
| Acquisti | Acquisti             | Acquisti              | Acquisti |
| R.       | Nome                 | da                    | Modalità |
| -------- | -------------------- | --------------------- | -------- |
| C        | Mourad Bounoua       | Eintracht Francoforte |          |
| A        | Salif Keïta          | Kortrijk              |          |
| C        | Faruk Namdar         | TeBe Berlino          |          |
| C        | Darlington Omodiagbe | Gütersloh             |          |
| C        | Dzevdet Sainoski     | N.E.C.                |          |
| C        | Danijel Štefulj      | Dinamo Zagabria       |          |
| A        | Daniel Stendel       | Gütersloh             |          |
| A        | Ayhan Tumani         | N.E.C.                |          |

| Cessioni | Cessioni           | Cessioni               | Cessioni |
| R.       | Nome               | a                      | Modalità |
| -------- | ------------------ | ---------------------- | -------- |
| D        | Ervin Fakaj        | Meppen                 |          |
| C        | Faruk Namdar       | Altay                  |          |
| C        | Otto Addo          | Borussia Dortmund      |          |
| C        | Volkan Arslan      | Rot-Weiss Essen        |          |
| A        | Gerald Asamoah     | Schalke 04             |          |
| A        | Matthias Becker    | Kickers Offenbach      |          |
| C        | Damian Brezina     | TuS Celle              |          |
| C        | Matthias Dworschak | Kickers Offenbach      |          |
| D        | Sven Fischer       | TuS Celle              |          |
| C        | Fabian Gerber      | St. Pauli              |          |
| C        | Dieter Hecking     | Eintracht Braunschweig |          |
| C        | Uzeir Karaman      | TuS Celle              |          |
| A        | Giuseppe Messinese | Kickers Offenbach      |          |
| D        | Jens Rasiejewski   | Eintracht Francoforte  |          |
| A        | Sören Seidel       | Werder Brema           |          |

### Sessione invernale
| Acquisti | Acquisti | Acquisti | Acquisti |
| R.       | Nome     | da       | Modalità |
| -------- | -------- | -------- | -------- |

| Cessioni | Cessioni | Cessioni | Cessioni |
| R.       | Nome     | a        | Modalità |
| -------- | -------- | -------- | -------- |

## Risultati

### 2. Bundesliga

#### Girone di andata
| Arbitro: | Jansen |

|                            |           |                                  |
| Kreuz 18’ (rig.) Linke 25’ | Marcatori | 14’ Copado 33’ Ćirić 68’ Ouakili |

| Arbitro: | Keßler |

|                          |           |                               |
| van Lent 36’ Frommer 81’ | Marcatori | 9’ Blank 47’, 57’ Milovanovic |

| Arbitro: | Margenberg |

|                      |           |                             |
| Milovanovic 10’, 80’ | Marcatori | 57’ (aut.) Blank 76’ Vincze |

| Arbitro: | Schößling |

|  |           |                          |
|  | Marcatori | 22’ Blank 90’ Kobylański |

| Arbitro: | Sippel |

|                                       |           |         |
| Kreuz 29’, 43’ (rig.) Milovanovic 67’ | Marcatori | 75’ Lex |

| Arbitro: | Blumenstein |

|               |           |  |
| Policella 49’ | Marcatori |  |

| Arbitro: | Lange |

|                                 |           |  |
| Kreuz 60’ (rig.) Kobylański 85’ | Marcatori |  |

| Arbitro: | Haupt |

|                  |           |             |
| Dittgen 80’, 90’ | Marcatori | 82’ Štefulj |

| Arbitro: | Wezel |

|           |           |  |
| Labak 77’ | Marcatori |  |

| Arbitro: | Hufgard |

|          |           |             |
| Kehl 16’ | Marcatori | 22’ Meißner |

| Arbitro: | Kircher |

|                    |           |                               |
| Schmidt 36’ (rig.) | Marcatori | 60’ (aut.) Menzel 86’ Morinas |

| Arbitro: | Trautmann |

|             |           |                     |
| Stendel 10’ | Marcatori | 1’ Lotter 79’ Marin |

| Arbitro: | Schmidt |

|                          |           |                      |
| Lottner 3’, 83’ Timm 86’ | Marcatori | 48’ (aut.) Hauptmann |

| Arbitro: | Anklam |

|           |           |                     |
| Kreuz 18’ | Marcatori | 57’ (rig.) Lipinski |

| Fürth; 10 dicembre 1999, ore 19:00 CET 15ª giornata | Greuther Fürth | 0 – 0 referto | Hannover 96 | Playmobil-Stadion (4 180 spett.)\| Arbitro: \| Werthmann \| |
| Arbitro:                                            | Werthmann      |               |             |                                                             |

| Arbitro: | Blumenstein |

|                            |           |           |
| Stendel 3’ Milovanovic 34’ | Marcatori | 27’ Marić |

| Arbitro: | Schütz |

|                         |           |                 |
| Peschel 42’ Baştürk 52’ | Marcatori | 47’ Milovanovic |

#### Girone di ritorno
| Arbitro: | Hufgard |

|                |           |             |
| Ćirić 11’, 56’ | Marcatori | 86’ Bounoua |

| Arbitro: | Perl |

|                             |           |                             |
| Stendel 36’ Milovanovic 40’ | Marcatori | 9’, 90’ van Lent 74’ Ašanin |

| Arbitro: | Haupt |

|               |           |                     |
| Vata 62’, 70’ | Marcatori | 36’ Kreuz 43’ Blank |

| Arbitro: | Wezel |

|             |           |             |
| Stendel 21’ | Marcatori | 39’ Vlădoiu |

| Arbitro: | Steinborn |

|           |           |             |
| Catic 47’ | Marcatori | 43’ Bounoua |

| Arbitro: | Kinhöfer |

|                    |           |             |
| Lala 36’ Keïta 73’ | Marcatori | 58’ Demandt |

| Arbitro: | Zerr |

|                                                |           |               |
| Beliakov 18’, 46’ Driller 48’, 64’ Stoilov 88’ | Marcatori | 21’ Reinhardt |

| Arbitro: | Gagelmann |

|                       |           |  |
| Stendel 23’ Keïta 88’ | Marcatori |  |

| Arbitro: | Scheppe |

|                                         |           |                            |
| Stendel 1’ Reinhardt 12’ Kobylański 59’ | Marcatori | 47’ Bittencourt 61’ Mátyus |

| Arbitro: | Kreyer |

|             |           |                                 |
| Meißner 23’ | Marcatori | 35’ Blank 55’ Keïta 78’ Stendel |

| Arbitro: | Gettke |

|                                        |           |            |
| Kobylański 41’ (rig.), 68’ Morinas 90’ | Marcatori | 12’ Heeren |

| Arbitro: | Kammerer |

|  |           |                            |
|  | Marcatori | 23’ Stendel 84’ Kobylański |

| Arbitro: | Hufgard |

|                                   |           |                                                         |
| Kobylański 2’ Stendel 7’ Lala 63’ | Marcatori | 41’ Lottner 65’ Cullmann 67’ Cichon 81’ Voigt 84’ Kurth |

| Arbitro: | Kircher |

|                     |           |           |
| Vier 70’ Madžar 87’ | Marcatori | 76’ Blank |

| Arbitro: | Werthmann |

|          |           |                           |
| Kreuz 7’ | Marcatori | 65’ Meichelbeck 89’ Ruman |

| Arbitro: | Margenberg |

|                             |           |             |
| Keuler 18’ Marić 75’ (rig.) | Marcatori | 53’ Stendel |

| Arbitro: | Schmidt |

|                                 |           |                                |
| Blank 29’ Keïta 76’ Morinas 90’ | Marcatori | 15’ Marić 58’ Ristau 87’ Weber |

### Coppa di Germania
| Arbitro: | Zerr |

|  |           |                 |
|  | Marcatori | 24’ Milovanovic |

| Arbitro: | Buchhart |

|                     |           |                             |
| Waterink 33’ (aut.) | Marcatori | 16’ Meißner 45’ van der Ven |

## Statistiche

### Statistiche di squadra
| Competizione      | Punti | In casa | In casa | In casa | In casa | In casa | In casa | In trasferta | In trasferta | In trasferta | In trasferta | In trasferta | In trasferta | Totale | Totale | Totale | Totale | Totale | Totale | DR |
| Competizione      | Punti | G       | V       | N       | P       | Gf      | Gs      | G            | V            | N            | P            | Gf           | Gs           | G      | V      | N      | P      | Gf     | Gs     | DR |
| ----------------- | ----- | ------- | ------- | ------- | ------- | ------- | ------- | ------------ | ------------ | ------------ | ------------ | ------------ | ------------ | ------ | ------ | ------ | ------ | ------ | ------ | -- |
| 2. Bundesliga     | 44    | 17      | 7       | 5       | 5       | 34      | 29      | 17           | 5            | 3            | 9            | 22           | 27           | 34     | 12     | 8      | 14     | 56     | 56     | 0  |
| Coppa di Germania | -     | 1       | 0       | 0       | 1       | 1       | 2       | 1            | 1            | 0            | 0            | 1            | 0            | 2      | 1      | 0      | 1      | 2      | 2      | 0  |
| Totale            | 44    | 18      | 7       | 5       | 6       | 35      | 31      | 18           | 6            | 3            | 9            | 23           | 27           | 36     | 13     | 8      | 15     | 58     | 58     | 0  |

### Andamento in campionato
| Giornata  | 1  | 2 | 3  | 4 | 5 | 6 | 7 | 8 | 9 | 10 | 11 | 12 | 13 | 14 | 15 | 16 | 17 | 18 | 19 | 20 | 21 | 22 | 23 | 24 | 25 | 26 | 27 | 28 | 29 | 30 | 31 | 32 | 33 | 34 |
| --------- | -- | - | -- | - | - | - | - | - | - | -- | -- | -- | -- | -- | -- | -- | -- | -- | -- | -- | -- | -- | -- | -- | -- | -- | -- | -- | -- | -- | -- | -- | -- | -- |
| Luogo     | C  | T | C  | T | C | T | C | T | T | C  | T  | C  | T  | C  | T  | C  | T  | T  | C  | T  | C  | T  | C  | T  | C  | C  | T  | C  | T  | C  | T  | C  | T  | C  |
| Risultato | P  | V | N  | V | V | P | V | P | P | N  | V  | P  | P  | N  | N  | V  | P  | P  | P  | N  | N  | N  | V  | P  | V  | V  | V  | V  | V  | P  | P  | P  | P  | N  |
| Posizione | 12 | 7 | 10 | 7 | 3 | 7 | 4 | 7 | 8 | 8  | 6  | 8  | 10 | 9  | 9  | 8  | 10 | 12 | 14 | 13 | 13 | 13 | 13 | 13 | 10 | 9  | 7  | 6  | 6  | 7  | 7  | 8  | 9  | 10 |

Legenda:

Luogo: C = Casa; T = Trasferta. Risultato: V = Vittoria; N = Pareggio; P = Sconfitta.

### Statistiche dei giocatori
| Giocatore      | 2. Bundesliga | 2. Bundesliga | 2. Bundesliga | 2. Bundesliga | Coppa di Germania | Coppa di Germania | Coppa di Germania | Coppa di Germania | Totale   | Totale | Totale      | Totale     |
| Giocatore      | Presenze      | Reti          | Ammonizioni   | Espulsioni    | Presenze          | Reti              | Ammonizioni       | Espulsioni        | Presenze | Reti   | Ammonizioni | Espulsioni |
| -------------- | ------------- | ------------- | ------------- | ------------- | ----------------- | ----------------- | ----------------- | ----------------- | -------- | ------ | ----------- | ---------- |
| M. Baschetti   | 19            | 0             | 0             | 2             | 2                 | 0                 | 0                 | 0                 | 21       | 0      | 0           | 2          |
| S. Blank       | 19            | 6             | 7             | 0             | 1                 | 0                 | 1                 | 0                 | 20       | 6      | 8           | 0          |
| M. Bounoua     | 29            | 2             | 6             | 0             | 1                 | 0                 | 0                 | 0                 | 30       | 2      | 6           | 0          |
| M. Busch       | 0             | 0             | 0             | 0             | 0                 | 0                 | 0                 | 0                 | 0        | 0      | 0           | 0          |
| S. Cherundolo  | 12            | 0             | 4             | 0             | 1                 | 0                 | 0                 | 0                 | 13       | 0      | 4           | 0          |
| H. Gärtner     | 11            | 0             | 3             | 0             | 1                 | 0                 | 0                 | 0                 | 12       | 0      | 3           | 0          |
| D. Hass        | 1             | 0             | 0             | 0             | 0                 | 0                 | 0                 | 0                 | 1        | 0      | 0           | 0          |
| S. Kehl        | 24            | 1             | 8             | 0             | 2                 | 0                 | 0                 | 0                 | 26       | 1      | 8           | 0          |
| S. Keïta       | 16            | 4             | 1             | 0             | 0                 | 0                 | 0                 | 0                 | 16       | 4      | 1           | 0          |
| A. Kobylański  | 28            | 7             | 8             | 0             | 1                 | 0                 | 0                 | 0                 | 29       | 7      | 8           | 0          |
| M. Kreuz       | 33            | 7             | 4             | 0             | 2                 | 0                 | 1                 | 0                 | 35       | 7      | 5           | 0          |
| A. Lala        | 29            | 2             | 6             | 1             | 0                 | 0                 | 0                 | 0                 | 29       | 2      | 6           | 1          |
| C. Linke       | 31            | 1             | 7             | 0             | 2                 | 0                 | 0                 | 0                 | 33       | 1      | 7           | 0          |
| G. Milovanovic | 21            | 8             | 1             | 0             | 2                 | 1                 | 1                 | 0                 | 23       | 9      | 2           | 0          |
| I. Morinas     | 27            | 3             | 2             | 0             | 2                 | 0                 | 0                 | 0                 | 29       | 3      | 2           | 0          |
| H. Müller      | 1             | 0             | 0             | 0             | 0                 | 0                 | 0                 | 0                 | 1        | 0      | 0           | 0          |
| B. N'Diaye     | 3             | 0             | 0             | 0             | 0                 | 0                 | 0                 | 0                 | 3        | 0      | 0           | 0          |
| F. Namdar      | 0             | 0             | 0             | 0             | 1                 | 0                 | 0                 | 0                 | 1        | 0      | 0           | 0          |
| D. Omodiagbe   | 12            | 0             | 5             | 0             | 1                 | 0                 | 0                 | 0                 | 13       | 0      | 5           | 0          |
| S. Posavec     | 5             | 0             | 0             | 0             | 0                 | 0                 | 0                 | 0                 | 5        | 0      | 0           | 0          |
| B. Reinhardt   | 33            | 2             | 3             | 1             | 2                 | 0                 | 0                 | 0                 | 35       | 2      | 3           | 1          |
| D. Sainoski    | 7             | 0             | 1             | 0             | 1                 | 0                 | 0                 | 0                 | 8        | 0      | 1           | 0          |
| J. Sievers     | 33            | 0             | 2             | 0             | 2                 | 0                 | 0                 | 0                 | 35       | 0      | 2           | 0          |
| D. Stendel     | 30            | 10            | 1             | 0             | 1                 | 0                 | 0                 | 0                 | 31       | 10     | 1           | 0          |
| A. Tumani      | 10            | 0             | 4             | 0             | 2                 | 0                 | 0                 | 0                 | 12       | 0      | 4           | 0          |
| D. Štefulj     | 30            | 1             | 6             | 0             | 1                 | 0                 | 0                 | 0                 | 31       | 1      | 6           | 0          |